# Буддизм в Шри-Ланке

## История

### Древнейший период (ранее III в. до н. э.)
Сведения о первичном распространении буддизма на острове основываются на местных мифах, легендах и исторических хрониках. Согласно им, Гаутама Будда за восемь лет после его просветления трижды посещал этот остров, где раньше правили демоны, нага (змеи), якши (духи природы) и ракшасы (злые духи), сумел победить их и преподать свою Дхарму (учение) как правителям, так и простолюдинам, создать на Шри-Ланке как мужскую, так и женскую монашескую сангху, призванную сохранять и передавать потомкам это учение. В некоторых мифах жизнь и деяния Будды в Индии спроецированы на ланкийское общество, то есть Ланка считается родиной царевича Гаутамы.
По сведениям из Махавамсы, первый раз Будда прибыл на Шри-Ланку в Махиянгану через восемь месяцев после достижения просветления. После беседы с ним вождь якшей Саман достиг состояния шротапанны, а Будда оставил ему кусочек своего волоса, для которого Саман построил самую первую ступу на Шри-Ланке высотой примерно в три метра. После паринирваны Будды и кремации его тела архат Сарабху принёс в Махиянгану несгоревшую гортань, и она была помещена в ту же ступу, высоту которой увеличили до 5,5 метра. В дальнейшем эта ступа неоднократно реставрировалась, перестраивалась, и в изменённом виде дошла до наших дней в составе храмового комплекса Махиянгана Раджа Маха Вихара (синг. මහියංගනය රජ මහා විහාරය).

### Период Анурадхапуры (III в. до н. э. — XI в н. э.)
Однако со временем первая шриланкийская сангха пришла в упадок, государства острова перестали поддерживать её, и в III веке до нашей эры только правитель Царства Анурадхапуры Деванампия Тисса (307—267 гг. до н. э.) желал возрождения буддизма на острове. А на индийском субконтиненте в то время буддийская сангха процветала в Империи Маурьев под властью императора Ашоки. Там примерно в 250 году до нашей эры был проведён Третий буддийский собор. Согласившиеся с решениями этого собора буддисты образовали «школу аналитического подхода» Вибхаджьяваду, которая выделилась из раннебуддийской школы Стхавира никая, разделившейся с Махасангхикой на Втором буддийском соборе. Преобладающая до сих пор на Шри-Ланке «школа старых переводов» Тхеравада появилась как направление Вибхаджьявады.
Когда Вибхаджьявада пришла на Шри-Ланку в Царство Анурадхапуры, там она стала известна под названием «Тамрашатья» (санскр. ताम्रशाटीय, IAST: Tāmraśāṭīya) или «Тамрапанья» (санскр., пали IAST: Tāmraparṇīya) — по названию медно-красного цвета. По местному наименованию этой школы буддизма через несколько столетий было названо первое сингалезское государство на Шри-Ланке — «Царство Тамбапанни» (синг. තම්බපණ්ණි රාජධානිය), а неформально этим именем стали называть весь остров.
На Третьем буддийском соборе было также принято решение направить девять монашеских миссионерских делегаций в разные страны для распространения буддизма там. Одна из тех миссий отправилась на Шри-Ланку в Царство Анурадхапура. Она была не только религиозной, но и дипломатической, и состояла из членов семьи императора Ашоки, принявших монашество и ставших архатами. Той миссией руководил сын Ашоки Махинда (к тому времени уже старший монах (тхеро)), а подчинялись ему шесть других архатов: Иттия (Ittiya), Уттия (Uttiya), Самбала, Бхаддасала, Бхандука (двоюродный брат Махинды) и молодой шраманера Сумана (племянник Махинды).
В столице Царства Анурадхапуры, городе Анурадхапуре, царь Деванампия Тисса в своём королевском парке — Садах Махамегхаваны — лично встречал эту миссию. Вместе с царём Тиссой была жена его младшего брата принцесса Анула (пали Anulā) со своей свитой из пятисот женщин. После встречи с Махиндой все эти женщины не только стали буддистками, но и достигли состояния шротапанны.
По легенде, Махинда и Деванампия Тисса встречались на вершине горы Михентале (синг. මිහින්තලය), где договорились о сотрудничестве в деле распространении буддизма в Царстве Анурадхапуры. Эта гора является одной из самых древних буддийских святынь Шри-Ланки; в ней обнаружены многочисленные пещеры, которые могли использоваться ранней шри-ланкийской сангхой.
Деванампия Тисса предоставил Сады Махамегхаваны Махинде и его буддийской монашеской общине (бхикшу-сангхе). Там был создан большой монастырь (вихара) — Анурадхапура Маха Вихара, часть построек которого сохранилась до наших дней. При материальной поддержке царя Анурадхапуры были построены и другие вихары и ступы в его государстве.
С. Д. Бандаранаяке (S. D. Bandaranayake) утверждает, что распространение буддизма в тот период поддерживалось как государством, так и частными мирянами. Художественных и архитектурных произведений того времени ныне осталось мало, но зато хорошо сохранились пещеры, в которых обитали буддийские монахи и монахини, с многочисленными записями, сделанными письмом брахми, повествующими о дарах сангхе от домовладельцев и вождей. В тот же период в Анурадхапуре были воздвигнуты Четия-паббата-вихара, Тупарама и ещё несколько женских и мужских монастырей
Бандаранаяке также полагает, что религия в Анурадхапуре достигла «бесспорной власти» при царях Дутугемуну и Валагамбе (синг. වළගම්බා රජ) (примерно с середины второго по середину первого века до нашей эры). К. М. де Сильва (англ. K. M. de Silva) утверждает, что в первом столетии до нашей эры буддизм был «надёжно установлен на основных населённых территориях», принят сингальцами и ассимилировал их добуддийские верования, ритуалы и церемонии. Также буддийская религия сильно поспособствовала объединению Шри-Ланки под одной политической властью и в одной унифицированной культуре, во многом определила культуру, законы и государственное устройство как Царства Анурадхапуры, так и меньших сингалезских государств на острове, в значительной мере от него зависевших.
В Махавамсе (§ 29) написано о том, что в период правления греко-Бактрийского царя Менандра I (165/155-130 гг. до н. э.) йонский (греческий) настоятель монастыря по имени Махадхармараксита привёл тридцать тысяч монахов из «йонского города Аласандра» (англ. the Yona city of Alasandra) — видимо, это была Александрия Кавказская, располагавшаяся где-то в 150 километрах к северу от современного Кабула — на Шри-Ланку для получения посвящения у ступы Руванвелисая (англ. Ruwanwelisaya) в Анурадхапуре. Там тогда правил сингалезский царь Дутугамуну (161—137 гг. до н. э.), который впервые разгромил тамилов на севере острова и объединил под своей властью всю Шри-Ланку .
Во II веке до н. э. северная часть острова была захвачена тамилами, которые оставались на острове 44 года и были разгромлены царём Дуттагамани Абхая (правил в 101—77 до н. э.). При нём позиции буддизма ещё более укрепились, но в I веке до н. э. вновь произошло нашествие тамилов, и после их изгнания царь Ваттагамани (правил в 29—17 до н. э.) решил созвать четвёртое сангити в монастыре Махавихара, чтобы решить вопрос о сохранении буддийских традиций. Был созван Четвёртый буддийский собор. 500 наиболее учёных монахов собрались в пещере монастыря Алувихара близ Матале, где на пальмовых листьях записали на пали тексты Винаи, Сутры и Абхидхармы и на сингальском языке комментарии к ним. В то же время царь Ваттагамани создал монастырь Абхайягиривихара.
На протяжении значительной части раннего периода истории анурадхапурского буддизма существовали три различные традиции Тхеравады: Махавихара (пали Mahāvihāra), Абхайягири и Джетвана. Все три базировались в столице царства — городе Анарадхапуре, которая при тогдашних сингальских королях была велика по территории и населению, и каждая из этих трёх «подшкол» Тхеравады считала себя защитницей и поддержкой настоящего буддизма.
Первой из них установилась Махавихара; потом часть монахов, принявших некоторые положения Махаяны, порвали с Махавихарой и основали Абхайягири и Джетвану. Э. К. Вордер считает, что буддийская школа Махишасака, распространившаяся в Индии, тоже возникла на Шри-Ланке параллельно с Тхеравадой, но на острове она была поглощена другими, а в северные районы Шри-Ланки в разные времена могли приходить из Индии другие школы буддизма.
Сторонники традиции Абхайягири поддерживали отношения с индийскими буддистами на протяжении столетий и приняли многие из позднейших учений, включая многие элементы Махаяны, в то время как сторонники Джетваны принимали махаянские положения в меньшей мере. В то же время подшкола Махавихара многие махаянские доктрины, такие как локоттаравада («трансцедентализм»), считала еретическими, а махаянские сутры — поддельными писаниями.
Религиозные дебаты и конфликты между этими подшколами Тхеравады были обычным делом, особенно когда они устанавливали близкие отношения с сингальскими правителями и конкурировали между собой в стремлении получить поддержку короля. Большинство правителей оказывали поддержку всем традициям. Но махавихарским монахам удалось убедить царя Вохарику Тиссу, правившего с 209 по 231 г. н. э., устроить репрессии против махаянских учений, которые представлялись им несовместимыми с истинной доктриной.
Ситуация изменилась на противоположную при царе Махасене (англ. Mahasena of Anuradhapura) (правил с 277 по 304 г.), который поддержал махаянский буддизм и стал преследовать сторонников Махавихары, отказавшихся принимать Махаяну, разрушил часть зданий комплекса Махавихары, чтобы построить новые монастыри: Джетавана в Полоннаруве и Абхаягири. После этого традиция Абхиягири стала самой крупной и влиятельной на острове, а Махавихара вернулась на прежние доминирующие позиции только в 1055 году, в Полоннарувский период (англ. Polonnaruwa period) истории Шри-Ланки. Но уже при сыне Махасены, царе Сиримегхаванне, из Индии был привезён зуб Будды. Считалось, что обладание этим зубом дарует правителю сверхъестественные возможности видеть низкое и благородное, уродливое и прекрасное, проникать взором в грубые и нежные уровни существования, предвидеть последствия как своих мыслей и действий так и других существ Вселенной. Поэтому в честь этого события царь приказал восстановить Махавихару, отлить золотую статую Махинды и учредить фестиваль Махинды, символизирующий борьбу за чистоту буддизма.
Соперничество между монастырями Махавихара, Абхаягиривихара и Джетавана продолжалось до нашествия тамилов в V веке, после изгнания тамилов сингальские цари стали поддерживать Махавихару как оплот национального духа и истинного буддизма. Историческим событием считается прибытие на остров Буддхагхоши (кон. V века) и завершение с его помощью работы над композицией палийского канона (см. Типитака). Примерно тогда же были начаты две сингальские хроники на пали: Дипавамса и Махавамса. Последняя сыграла важную роль в политической жизни острова, так как в ней не только фиксировались династии и исторические события, но и давались оценки деяниям царей, иногда нелестные (после VI века. Продолжением Махавамсы стала Чулавамса). Поскольку эти хроники считались священными у сингалов, то в соответствии с буддийскими представлениями их переписывание приносило массу религиозных заслуг, и, несмотря на попытки некоторых правителей уничтожить эти хроники, монахи ревностно хранили рукописи и тем самым сохраняли преемственность традиций в условиях регулярных тамильских нашествий и феодальных войн на острове.
При царе Китхсиримеване (301—328 гг.) Судатта, вице-король Калинги, и Хемала привезли зуб Будды. Китхсиримеван бережно хранил реликвию и приказал ежегодно проводить церемонию в её честь. Этот зуб стал одним из самых священных предметов в стране и символом сингальского
буддистского царства; его хранили монахи традиции Абхаягири.
Когда китайский монах Фасянь в начале V века посетил Шри-Ланку, он обнаружил там 5000 монахов традиции Абхаягири, 3000 монахов Махавихары и ещё 2000 — Четияпаббатавихары (пали Cetiyapabbatavihāra). Примерно в 406 году в вихаре Абхаягири он смог получить санскритскую копию Винаи школы Махишасака. Затем она была переведена на китайский язык и дошла до наших дней в составе Китайского канона под названием «Тайшо Трипитака» (кит. 大正新脩大藏經).
Главными архитектурными сооружениями шри-ланкийского буддизма в то время стали куполообразные ступы, в которых хранились буддийские реликвии. В Анурадхапуре главных ступ было пять: Тхупарамая (синг. ථූපාරාමය) (часть комплекса Махавихары), Мирисаветья (синг. මිරිසවැටිය), Руванвелисая (также известная как Махаступа), Абхаягири и Джетвана (самая большая ступа в городе Анурадхапуре, а на момент постройки она вполне могла самой большой буддийской ступой в мире).
Известно, что в VIII веке на Шри-Ланке были практикующие различных школ буддизма, в том числе Махаяны, и более эзотерической Ваджраяны. В то время на острове побывали два монаха из Индии, проповедовавшие эзотерический буддизм в Китае — Ваджрабодхи и Амогхаваджра.
Абхаягири вихара оставалась влиятельным центром изучения Тхеравады, Махаяны и Ваджраяны со времён царя Анурадхапуры Гаджабаху I (начало II в. н. э.) до XII века. Наверняка многие буддийские исследователи тогда писали свои работы и на санскрите, и на пали. Среди них возможно был Упатисса, написавший «Вимуттимаггу», также были Кавичакраварти Ананда (пали Kavicakravarti Ananda) (автор «Саддхаммопаяны» (Saddhammopåyana)), Арьядева, Арьясура (Aryasura), мастера тантры Джаябхадра (Jayabhadra) и Чандрамали (Candramåli).
С V века, после смерти царя Анурадхапуры Маханамы в 428 году, до XI века на острове Шри-Ланка наблюдалось ослабление царской власти в Анурадхапуре, продолжительная борьба между сингальскими королями, претендентами на власть и иностранными захватчиками — правителями государств Южной Индии из династий Чола, Паллава и Пандья. Все эти юго-индийские монархи поддерживали индуизм и часто стремились искоренить буддизм. В результате в те времена в Южной Индии буддистов практически не осталось, а на Шри-Ланке принесённые туда из Южной Индии буддийские традиции всё ещё сохранялись и поддерживались.
Но и на Шри-Ланке во время конфликтов буддийские монастыри всё чаще подвергались разграблению, и ситуация с буддизмом в целом ухудшалась. Но вопреки всему этому, в те времена продолжалось распространение буддийской культуры, искусства и архитектуры. В IX веке монастыри всё ещё оставались влиятельными, владели землёй, системами орошения, другим недвижимым и движимым имуществом. В основном, это всё им было предоставлено царями в бессрочное владение, и позволяло буддийским монастырям быть экономически самодостаточными и надёжно защищёнными силой власти сингальских королей. Но когда эти короли начинали междоусобные войны, они тоже нередко отнимали монастырское имущество; такое происходило при Датхопе Тиссе I (639—650 гг.) и при Кашяпе II (650—659 гг.).
В период между царствованиями Сены I (833—853) и Махинды IV (956—972) город Анурадхапура пережил эпоху мира и процветания, в которую начался бурный рост строительства различных зданий и сооружений. Бо́льшая часть памятников древней архитектуры в этом городе, от которых в наши дни остались руины, датируется тем периодом. Но то процветание длилось относительно недолго; после произошло вторжение войск индийского князя Раджендры I в центральные районы Царства Анурадхапуры. Это царство проиграло войну и перестало существовать, а его столица — город Анурадхапура — был опустошён.

### Период Чолы (XI в.)
После падения Царства Анурадхапуры сингальцы продолжали сопротивление завоевателям на юге Шри-Ланки, в основном в Царстве Роханы. Только в 1070 году Виджаябаху I смог подчинить себе весь остров и основал Царство Полоннарувы. Этот царь решил поддержать буддизм, но к тому времени монашеская сангха Шри-Ланки пришла в такой упадок, что на всём острове не нашлось даже пяти бхикшу, чтобы можно было провести упасампаду и восстановить монашескую традицию. Пришлось направить религиозное посольство в Бирму, откуда на Шри-Ланку прибыло несколько высокопоставленных старших монахов с буддийскими текстами. Виджаябаху I также известен как строитель храма Зуба Будды.

### Период Полоннарувы (XI—XV вв.)
Следующим влиятельным деятелем сингальского буддизма был царь Полуннарувы Паракрамабаху I (синг. පළමුවන පරාක්‍රමබාහු රජ) (правил в 1153—1186 гг.) и начал реформу шри-ланкийской буддийской сангхи. Де Сильва отмечает, что хотя самым значимым в той реформе традиционно считается возвышение Махавихары и репрессии против остальных школ буддизма, «недавние исследования показали, что это весьма неточно». Захватчики-индуисты из Чолы серьёзно нарушили деятельность всех буддийских сообществ, и в результате распада трёх основных традиций шри-ланкийского буддизма образовалось восемь братств. Паракрамабаху I объединил их всех в одну общину, в которой, по всей видимости, доминировали сторонники Махавихары, но соперничество между подшколами Тхеравады не прекратилось полностью.
Паракрамабаху I, наверно, понимал, что сангха разделена, развращена и нуждается в реформировании, особенно подшкола Абхаягири. Чула-вамса утверждает, что в буддийских монашеских общинах было много конфликтов в то время, а многие монахи стали жить скорее как миряне; некоторые даже женились и имели детей. Реформой сангхи, запущенной Паракрамабаху I, руководил опытный старший монах Махатхера Кассапа, хорошо знавший Сутры и Винаю. По некоторым источникам, в ходе той реформы часть бхикшу была лишена этого сана и поставлена перед выбором: либо возвращаться к мирской жизни, либо присоединиться к новой объединённой школе Тхеравады в качестве шраманер и затем попробовать заново получить посвящение в бхикшу.
Паракрамабаху I также известен тем, что восстановил древние города Анурадхапура и Полоннарува, а также многие буддийские ступы и вихары. Он же учредил такую должность, как «сангхараджа» («царь сангхи»), и поставил этого бхикшу руководить всей монашеской сангхой острова и определять порядок посвящения в бхикшу.
По словам Элестайра Горнолла (англ. Alastair Gornall), в период с X по XIII век на Шри Ланке произошёл бурный рост книгописания на языке пали. Это могло быть связано с тем, что монахи опасались нового вторжения на остров с индийского субконтинента или новых внутренних войн на Шри-Ланке, могущих опять привести к упадку буддизма, и потому старались успеть записать и сохранить хотя бы самое существенное из учений Будды.
Среди авторов и переписчиков той палийской литературы можно отметить таких видных буддийских учёных, как Ануруддха, Сумангала, Сиддхатта, Сарипутта Тхера, Махакассапа Тхера из вихары Димбулагалы и Моггаллана Тхера. Они написали «Подкомментарим» к Трипитаке, работы по грамматике и филологии, а также краткие изложения Абхидхармы и Винаи и учебники по этим дисциплинам, включая известную «Абхидхамматху-сангаху» Ануруддхи, и «Кавьи» — определённого стиля стихотворения на языке пали. В тех работах прослеживается влияние санскритской грамматики и поэтики, особенно в интерпретации учёного Ратнамати. В тот период в новых палийских работах всё чаще встречаются махаянские санскритские понятия.
В период Полоннарувы в Тхераваде набирают популярность «лесные монахи» (пали ārannavāsin), обладающие выдающимися познаниями и ставшие лидерами реформистского движения.
После смерти Паракрамабаху Первого в царстве Полоннарувы начались междоусобицы, а захватчики из Южной Индии вновь стали нападать на Шри-Ланку, что в итоге привело к скорому упадку этого царства. Но и в последние десятилетия своего существования оно продолжало оказывать поддержку буддизму; при царе Нисанке Малле (синг. නිශ්ශංක මල්ල රජ) (правил с 1187 по 1196 г.) были возведены известные буддийские культовые сооружения: Ниссанка Латха Мандапая (синг. නිශ්ශංක ලතා මණ්ඩපය), Ранкотх Вехера (синг. රන්කොත් වෙහෙර) и Хатадаге (синг. හැටදාගේ).
Последним сингальским царём, сидевшим в городе Полуннаруве, был правитель Царства Дамбадении (синг. දඹදෙණිය යුගය) Паракрамабаху III (синг. තුන්වන පරාක්‍රමබාහු රජ), который стоял у власти с 1302 по 1310 год, фактически был вассальным правителем, зависимым от Пандьи, и был вынужден покинуть Полоннаруву и отступить в Дамбадению. После этого и другим сингальским вождям пришлось отступать на юг Шри-Ланки, в города Курунегала, Гампола и другие, спасаясь как от южноиндийских захватчиков, так и от войск расширяющейся индуистской тамильской Джафны, контролировавшей северо-запад острова.
Такая общественно-политическая ситуация вела к упадку не только суверенные сингалезские монархии, но и буддийскую сангху; монашеская дисциплина вновь начала снижаться. Последние сингальские цари предпринимали различные меры сопротивления упадку, в частности, пытались очистить сангху от недостойных монахов и сосредоточить управление ей в руках единовластного сангхараджи (как это сделали цари Гамполы). В части устранения противоречий между шри-ланкийскими подшколами Тхеравады это в основном сработало в то время; тогда же буддисты Шри-Ланки восприняли некоторых махаянских и индуистских божеств, обряды и церемонии других школ буддизма.
Несмотря на все эти смуты, Шри-Ланка воспринималась буддистами Юго-Восточной Азии как новая святая земля, хранящая зуб Будды, поскольку на континенте был ещё худший упадок буддизма, а потом произошло Мусульманское завоевание Южной Азии.
При последних царях Дамбадении расцвела религиозная поэзия; один из них — Паракрамабаху III — сам написал сборник стихов в стиле махакавья под названием «Кавсилумина», в которых пересказываются истории из комментария Дхаммапады.

### Португальский период (1505—1658)
С XV века начинается европейская колонизация острова. В начале XVI века Шри-Ланка была раздроблена на множество мелких государств, враждовавших между собой. Португальская Империя, вторгшаяся на остров в 1505 году, пользовалась этим, вмешивалась в местные войны и постепенно завоёвывала всё большую часть острова. Власть над Шри-Ланкой была важна для Португалии тем, что позволяла контролировать торговлю корицей; подконтрольный ей город Коломбо стал одним из крупнейших центров этой торговли. В период между 1597 и 1658 год значительная часть Шри-Ланки оказалась под контролем португальцев и стала Португальским Цейлоном, хотя их власть там была не очень сильной и нередко случались восстания. А государство Канди — единственное из всех Шри-Ланкийских княжеств того времени — смогло остаться независимым.
На подконтрольных им территориях португальцы старались всячески насаждать католицизм. В ходе войн с сингальцами они нередко разрушали буддийским монастыри или передавали их католической церкви. Первые европейские христианские миссионеры прибыли на Шри-Ланку в XVI веке. Не только буддизм, но и все нехристианские религии португальскими властями подавлялись и преследовались, а обратившимся в католицизм местным жителям давалось множество привилегий. В результате такой политики число христиан на Шри-Ланке значительно увеличилось, в Коломбо, Галле, Негомбо и других прибрежных городах возникли католические общины, церкви, колледжи, появилась прослойка т. н. португальских бюргеров со своими праздниками и фестивалями. Буддийская сангха на раздираемом войнами острове ослабла настолько, что даже в Канди не осталось достаточно тхеро для посвящения новых бхикшу, и правителю этого государства Вималадхармасурье I пришлось обращаться к бирманской сангхе с просьбой прислать монахов.

### Голландский период (1658—1796)
Голландцы вторглись на Шри-Ланку в 1612 году, и до 1658 года воевали с португальцами за власть над островом. Царство Канди в той войне поддерживало голландцев. В итоге голландцы победили и захватили бо́льшую часть прибрежных территорий острова, а Канди сохранило контроль над внутренними районами Шри-Ланки. Голландские протестанты продвигали свою религию не столь рьяно, как португальские католики. Однако голландские власти подвергали дискриминации и католиков, и всех нехристиан, включая буддистов. Конфискованное португальцами имущество буддийских храмов и монастырей не было возвращено; в некоторых городах запрещалось проведение любых религиозных церемоний, кроме протестантских. И среди оставшихся португальцев, и среди голландцев находились религиозные фанатики, которые уничтожали буддийские святыни и преследовали членов сангхи.
В это же время в Канди буддизм оставался государственной религией. Кандийские правители по-прежнему хранили зуб Будды и поддерживали сангху так же, как и древние сингальские цари. Но несмотря на это, в XVIII веке мужская монашеская сангха ослабла настолько, что линии ученической преемственности бхикшу прервались. Произошло это из-за дефицита старших бхикшу — тхеро. В буддизме Тхеравады человек может стать тхеро через десять лет непрерывного пребывания в статусе бхикшу. А для того, чтобы провести упасампаду и сделать буддиста бхикшу, нужно собрать не менее десяти тхеро, в крайнем случае — не менее пяти. Но в какой-то момент во всём государстве Канди или даже на всём острове Шри-Ланка не оказалось даже пяти тхеро, и правильное проведение упасампады стало невозможным. Ранее посвящённые бхикшу и тхеро умирали или покидали монашескую сангху, а новые появиться уже не могли. Желающие, но не могущие стать бхикшу буддисты становились «полумонахами» — «ганиннансами» (ganinnanses), которые не проходили упасампаду, но старались жить как бхикшу (по правилам Винаи) и исполнять примерно ту же роль в буддийском обществе. Кандийские цари снова обращались к бирманской сангхе с просьбой прислать тхеро для возобновления упасампады и восстановления бхикшу-сангхи на Шри-Ланке, но эти усилия долго не приводили к успеху.
Самую успешную попытку возрождения шри-ланкийской бхикшу-сангхи предпринял тхеро Веливита Шри Сарананкара (синг. වැලිවිට සරණංකර හිමි) (1698—1778), который пригласил других тхеро и бхикшу из Таиланда, вместе с ними возобновил проведение упасампады и основал Сиам Никаю — доныне существующую монашескую подшколу Тхеравады. При поддержке царя Канди Кирти Шри Раджасинхи он возрождал буддийские ритуалы и устроил ежегодный «фестиваль зуба Будды» — Канди Эсала Перахера (англ. Kandy Esala Perahera), который проводится и в наши дни. Но тот же царь Кирти Шри Раджасинха издал декрет о том, что бхикшу в Сиам Никае могут быть только люди из касты «говигама» (земледельцев); представители других каст не должны допускаться к упасампаде, а уже прошедшие её подлежат исключению из монашеской сангхи.
В период царствования Кирти Шри Раджасинхи (1747—1782) и Шри Раджадхи Раджасинхи (там. சிறீ இராஜாதி இராஜசிங்கன்) (1782—1798) были восстановлены многие буддийские храмы, разрушенные в ходе предшествующих войн, и построены новые (более всего в городе Канди и его окрестностях, в том числе Малватта, Гангарамая, Дегалдорува).

### Британский период (1796—1948)
Английская колонизация (1796—1948), наиболее гуманная по форме, нанесла самый чувствительный удар по буддизму в результате ликвидации кандийской монархии (1815), отделения буддизма от государства, введения денежной формы земельного налога и проведения аграрной реформы. Последние два мероприятия подорвали кастовую структуру и разрушили многие традиции сингальского общества. Это привело к идеализации «старого доброго времени» и готовности защищать свою религию, то есть была подготовлена почва для идеологизации буддизма и политизации сангхи. В 1860 начали выходить 2 газеты, призывающие к защите буддизма. В 1865—1873 прошли острые диспуты между христианскими и буддийскими проповедниками, в которых победа чаще всего была на стороне последних. В 1898 была создана Ассоциация буддийской молодёжи, в 1918 — Цейлонский буддийский конгресс, в 1937 — Великий совет сингалов, в 1946 — Объединённый совет бхиккху, в 1955 опубликован доклад «Предательство буддизма», описывающий бедственное положение буддизма по сравнению с христианством, в 1956 создан Объединённый фронт бхиккху, принявший активное участие в политической борьбе за власть.
В 1795—1796 году голландские владения на Шри-Ланке перешли под контроль Британской Ост-Индской компании, а в 1815 британская армия смогла завоевать территорию государства Канди, раздираемого внутренними конфликтами, и сместить сингальского короля. Остров оставался под контролем Великобритании до 1948 года, и до 1972 Шри-Ланка оставалась британским доминионом. В соглашении о капитуляции — Кандийской конвенции (англ. Kandyan Convention), которую проигравшее войну Канди было вынуждено подписать, был пункт о том, что буддийская религия получит защиту и поддержку британских властей.
В первой половине XIX века была основана новая монашеская подшкола Амарапура Никая (синг. අමරපුර මහා සංඝ සභාව). Её создали монахи и будущие монахи, которые не принадлежали к касте говигама и не могли быть членами Сиам Никаи. Их делегация отправилась в Бирму в первом десятилетии XIX века и вернулась вместе с бирманскими тхеро, которые принесли на Шри-Ланку новую линию преемственности бхикшу, не ограниченную кастовой принадлежностью. Амарапура Никая развивалась в основном в прибрежных регионах, но иногда продвигалась и на террирорию Канди.
Британские власти, хоть и давали преференции христианам, не проявляли открыто враждебности к буддизму, опасаясь, что религиозные противоречия могут привести к политической смуте. В первые два десятилетия британского владычества правительство официально не оказывало поддержки христианским миссионерам, и те могли полагаться лишь на собственные ресурсы. Количество обращённых в христианство медленно, но устойчиво росло — в основном на территории бывшего Канди. Проповедь христианства (с очернением буддизма) чаще всего велась в созданных европейцами учебных учреждениях; после получения европейского образования местные жители могли быть приняты на государственную службу. Христианские миссионеры также писали на сингальском языке трактаты с критикой буддизма и пропагандой христианства
После 1830-х годов британцы стали активнее поддерживать христианские миссии, вероятно под влиянием промиссионерских политиков вроде лорда Гленелга (англ. Charles Grant, 1st Baron Glenelg) и губернатора Стьюарта Маккинзи (англ. Stewart Mackenzie; правил в 1837—1841 гг.), а также самих миссионерских агентств. В тот период миссионерские организации имели доминирующее влияние в образовании и полагали, что это им поможет обратить в христианство в первую очередь местные элиты. В 1848 году произошло восстание против британских властей, после которого официальная связь государства с буддизмом была разорвана. Однако после подавления этого восстания британское правительство стало более консервативным в религиозных и социальных вопросах, и во второй половине XIX века прекратило поддерживать христианских миссионеров, которые раздражали сингалезцев.

#### Возрождение буддизма
Во второй половине XIX века на Шри-Ланке начался буддийский ривайвел — национальное движение за возрождение древних традиций буддизма, ставшее ответом на христианское миссионерство и британскую колонизацию. Толчок движению дали публичные дискуссии между христианскими священнослужителями и буддийскими монахами, такими как Мигеттуватте Гунананда Тхера (синг. මිගෙට්ටුවත්තේ ගුණානන්ද හිමි) и Хиккадуве Шри Сумангала Тхера (синг. හික්කඩුවේ සුමංගල තෙරණුවෝ). Пять больших публичных дебатов с протестантскими миссионерами состоялись в 1865-м (дебаты Баддегама и Варагода), 1866 (Уданвита), 1871 (Гампола) и в 1873 году (Панадура). Среди обсуждаемых тем были: Бог, душа, воскресение, карма, перерождение, нирвана и принцип взаимозависимого возникновения. В знаменитой дискуссии, прошедшей в 1873 году в городе Панадуре, Гунананда Тхера одержал явную победу.
Британские власти на Шри-Ланке в тот период времени проводили религиозно-нейтральную политику, опасаясь повторения конфликтов и беспорядков на религиозной почве, и буддисты смогли действовать более открыто, чем прежде, создать свои общественные организации, такие как «Общество распространения буддизма» (англ. Society for the Propagation of Buddhism), и религиозные учебные заведения (в их числе Видьйодая Пиривена и Видьяланкара Пиривена), издавать буддийскую литературу. Тогда же появилась новая буддийская школа, уделяющая повышенное внимание монашеской дисциплине — Раманна Никая, отделившаяся от Амарапуры Никаи. Обе эти школы активно способствовали возрождению буддизма на Шри-Ланке, в то время как третья — Сиам Никая в Канди — в основном не участвовала в этом.
В 1880 году американский офицер Генри Стил Олкотт приехал на Шри-Ланку вместе с основательницей «Теософского общества» Еленой Петровной Блаватской и стал активно участвовать в ривайвеле. Он с интересом прочитал про дебаты в Пандуре и переписывался с Гунанандой. Олкотт общался и с другими буддийскими монахами, в том числе с Сумангалой Тхерой, узнавал от них подробности про эту религию и в итоге сам стал буддистом. В том же 1880 году Олкотт вместе с сингальскими буддийскими лидерами основал «Буддистское теософское общество» (англ. Buddhist Theosophical Society) с целью создания буддийских учебных школ (которых в то время было всего три на всём острове, а к 1940 году стало 429); он также спонсировал буддийские колледжи, в том числе «Ананду» (синг. ආනන්ද විද්‍යාලය) в Коломбо и «Дхармараджу» (синг. ධර්මරාජ විද්‍යාලය) в Канди. Ещё Генри Олкотт собрал коллекцию переводов буддийских писаний, выполненных западными индологами, и основываясь на них, в 1881 году написал «Катехизис буддиста» (англ. Buddhist Catechism), который представлял буддизм как «научную религию» и использовался в буддийских школах до конца XX века.
Шриланкийское «Теософское общество» под руководством Олкотта выпускало собственные издания для распространения буддизма: гезету на сингальском языке под названием «Sarasavisandarasa» и её англоязычную версию — The Buddhist. Все эти усилия не пропали даром: Весак стал выходным днём, буддистская регистрация брака была разрешена и признана, возрос интерес к буддизму. Олкотт участвовал в создании нового Буддийского флага. Присутствие на Шри-Ланке группы граждан западных стран, выступающих в защиту буддизма, весьма усилило буддийскую сангху.
Другой важной фигурой ривайвела стал Анагарика Дхармапала, который сначала был переводчиком при Олкотте, а затем немало поездил по миру, проповедую буддизм и устанавливая связи с духовенством различных религий, теософами, исследователями, представителями элиты и другими интересными людьми. На Шри-Ланке он поддержал буддизм не только словами, но и созданием многочисленных буддийских школ, больниц, семинарий и газеты Sinhala Bauddhaya, в которой был автором еженедельной колонки.
После поездки в Индию Анагарика Дхармапала в 1891 году основал панбуддистское «Общество Махабодхи» с целью возрождения буддизма в Индии и восстановления буддийских святынь в Бодх-Гае, Сарнатхе и Кушинагаре. Это общество также стремилось создать всемирную сеть буддистов и объединить их. Дхармапала представлял буддизм Тхеравады как одну из мировых религий на заседании «Парламента мировых религий» (англ. Parliament of the World's Religions) в 1893 году.
В шриланкийском буддийском ривайвеле сочетались сугубо националистический антиколониализм с буддистским интернационализмом. Несмотря на то, что многие сторонники возрождения буддизма на Шри-Ланке резко отрицательно относились к христианским миссионерам, это религиозное движение нередко называли «протестантским буддизмом» из-за того, что его тактика, идеи и организационные формы были сходными с современными протестантскими, но чаще относили к необуддизму.
Другим ключевым элементом этого ривайвела было движение за трезвость, к которому присоединились и некоторые христиане Шри-Ланки; были созданы многочисленные общества трезвости. В начале XX века многие участники движения за возрождение буддизма и за трезвость были также тесно связаны с националистским движением за независимость. Самый известный из них — Анагарика Дхармапала, но стоит упомянуть также братьев Сенанаяке (в основном Фредерика Ричарда, Дона Чарльза и Дона Стивена) и Дона Барона Джаятилаку.

### Период независимой Шри-Ланки (1948 — н.в.)
В настоящее время буддизм исповедуют сингалы (60 % населения). В стране более 6 тыс. монастырей и храмов, около 20 тыс. членов сангхи. Имеются три секты: Сиам-никая (основана в 1753), Амарапура-никая (основана в 1803), Раманья-никая (основана в 1863). Наиболее массовой и богатой является Сиам-никая (14 тыс.), которая опирается на крестьян-землевладельцев. Амарапура-никая (4 тыс.) влиятельна среди городских слоёв. Раманья-никая (2 тыс.) является аскетической сектой, борющейся за чистоту буддизма и буддийского образ жизни. Имея значительный опыт политической борьбы, ланкийские монахи постоянно укрепляют свои социально-экономические позиции, добиваясь от каждого правительства определённых уступок в пользу сангхи. Повышение социальной и политической роли сангхи ведёт к обострению религиозно-этнических противоречий на острове; к падению престижа буддийских монахов; к размежеванию между радикально настроенными монахами и консервативной частью сангхи, не желающей терять своего религиозного авторитета и доходов.

## Вероучение

### Развитие письменной традиции Тхеравады
Первоначально на Шри-Ланке буддийское вероучение (Трипитака) передавалось устно, но в первом веке до нашей эры (согласно Махавамсе) участились войны и голод, и пришлось записать его, чтобы не потерять. Что и было сделано в храме Алувихаре (синг. මාතලේ අළුවිහාරය). Ричард Гомбрич (англ. Richard Gombrich) утверждает, что это «самая ранняя из имеющихся у нас записей буддийских писаний, где-либо сделанных».
Все сохранившиеся написанные на Шри-Ланке палийские тексты происходят из традиции Махавихара.В Абхаягири и других традициях несомненно было немало своих писаний, но ни одна из их работ на языке пали до нас не дошла.
Буддисты Тхеравады также написали сборник комментариев к писаниям под названием «Аттхакатха»; возможно, в него вошли и тексты неизвестных индийских авторов времён Махинды. Также существовали различные комментарии к Трипитаке, написанные на сингальском языке, например, «Маха-аттхакатха» («великий комментарий»), ныне утраченная. Кроме того, тхеравардины Шри-Ланки переводили на сингальский язык некоторые тексты Палийского канона и писали пояснения к ним, чтобы учение Будды могли изучать и те, кто не владет пали. И сам сингальский язык во времена Царства Анурадхапуры испытал значительное влияние пали, равно как санскрита и тамильского.
В результате работы поздних южно-индийских исследователей, связанных с Махавихарой, особенно Буддхагхоши (IV—V в. н. э.), Дхаммапалы и Буддхадатты (англ. Buddhadatta), шри-ланкийские буддисты приняли пали как основной язык преподавания учения. Так пали стал «лингва франка» буддизма Тхеравады, что позволило шри-ланкийским традициям распространиться за пределы острова, поддерживать связи с буддийскими общинами Южной Индии и Юго-Восточной Азии.

### Влияние Махаяны
Почитание бодхисаттвы Авалокитешвары, известного также под именем Локешвара Натха (пали Nātha), продолжается на Шри-Ланке по сей день. В более поздние времена некоторые буддисты Тхеравады, получившие образование западных странах, пытались отождествить Натху с Майтреей. Однако буддийские традиции и базовая иконография, включая изображения Амитабхи на его короне, идентифицируют Натху как Авалокитешвару.

Даже по одним скульптурным свидетельствам понятно, что Махаяна явно была распространена повсюду [на Шри-Ланке], несмотря на то, что по современным представлениям об истории буддизма на острове присутствует непрерывная и чистая линия Тхеравады (допускается лишь то, что подобные тенденции были переданы в другие части Юго-Восточной Азии со шри-ланкийскими линиями посвящения). Остатки большого культа Авалокитешвары можно увидеть в современной фигуре Натхи.
Оригинальный текст (англ.)It is clear from sculptural evidence alone that the Mahāyāna was fairly widespread throughout [Sri Lanka], although the modern account of the history of Buddhism on the island presents an unbroken and pure lineage of Theravāda. (One can only assume that similar trends were transmitted to other parts of Southeast Asia with Sri Lankan ordination lineages.) Relics of an extensive cult of Avalokiteśvara can be seen in the present-day figure of Nātha.

Цари Шри-Ланки нередко объявлялись бодхисаттвами, начиная с царя Анурадхапуры Сини Сангха Бодхи I (правил в 247—249 гг.), которого величали «махасаттвой» (санскр. IAST: mahāsattva — «великое существо») — а этот эпитет употребляется почти исключительно в Махаяне. Многие другие главы государств, бывших на Шри-Ланке, тоже описываются как бодхисаттвы, а их царские обязанности явно ассоциируются с десятю парамитами. Некоторые из них заявляли, что в прошлых жизнях получили пресказания достижения Пробуждения.

## Бхикшуни-сангха
Сформированная Сангхамитрой и другими учёными монахинями, прибывшими вместе с ней, бхикшуни-сангха на Шри-Ланке (на местных языках называемая «Бикхуни Сасана» или «Мехейни Сасна») действовала более тысячелетия. Если верить Махавамсе, царь Тисса уважал Санхамитру наравне с её братом Махиндой, и монахини сполна получили королевское покровительство, материальную поддержку и общественное уважение.
В Дипавамсе сообщается, что эта сангха быстро разрасталась, привлекая всё новых и новых женщин всякого возраста и сословия. Получавшие полное монашеское посвящение отлично знали писания и уже были готовы учить других буддисток жить по правилам Винаи. Семьдесят две бхикшуни названы в Дипавамсе по именам, и там же говорится о тысячах других. Есть и археологические свидетельства длительного процветания бхикшуни-сангхи на Шри-Ланке.
Шри-ланкийская бхикшуни-сангха дала ответвления в другие регионы и другие школы буддизма. Так, в 429 году нашей эры бхикшуни Девасара, понимая, что из-за голода и войны женская монашеская сангха на Шри-Ланке может совсем исчезнуть, взяла отводок от дерева Бодхи в Анурадхапуре и отправилась с миссией в Китай, чтобы там создать такую же сангху. Ей это удалось, и некоторые линии женской ученической преемственности от Девасары сохранились до наших дней в школах Махаяны.
На само́й Шри-Ланке бхикшуни-сангха продержалась ещё несколько столетий, примерно до 1017 года нашей эры. Последнее упоминание о создании нового тхеравадинского женского монастыря — Махаваллаки (Mahawallaka) — относится к периоду царствования Махинды IV (вторая половина X в. н. э.). Исчезновение буддийского монашества на Шри-Ланке связывают с вторжением на остров войск государства Чола, которым правили индуисты из Южной Индии. После этого вторжения несколько лет подряд на Шри-Ланке никто не видел ни бхикшу, ни бхикшуни. Линии ученической преемственности там снова прервались — как у монахинь, так и у монахов, и потом несколько веков монашеской сангхи на этом острове не существовало. Бхикшу-санху на Шри-Ланке возродил монах Асарана Сарана Сарананкара Маха Тхера при поддержке короля Виджаябаху (пали Vijayabāhu) в 1753 году. Первые известные попытки восстановить бхикшуни-сангху на Шри-Ланке относятся к концу XIX столетия, а возобновить посвящение в бхикшуни там удалось только в начале XXI века.
Буддистки-тхеравардинки острова вновь оказались в той же ситуации, которая была до прибытия Сангхамитры: при невозможности пройти упасампаду и стать бхикшуни они могли быть лишь десятиобетными «полумонахинями» — «даса сила мата». В 1983 году Департамент буддийских дел Шри-Ланки решил поддержать десятиобетниц, и для них был создан названный в честь Сангхамитры образовательный центр «Шри Сангхамитта» (Sri Sanghamittā Education Center). Но только в 1986 году он был официально признан правительством и получил государственное финансирование; однако настоятельница жаловалась, что оно намного меньше, чем для монахов, и потому эта школа живёт в основном на пожертвования мирских буддистов. Известно, что в 2002 году этот образовательный центр продолжал работать и по-прежнему испытывал материальные трудности.
В 2000-х годах сообщалось, что несколько сторонниц Тхеравады из западных стран и несколько местных буддисток той же школы стали бхикшуни на Шри-Ланке, потом — что там уже есть несколько сотен буддийских монахинь.

## Пояснения
1. ↑  О том, когда жил основатель буддизма, разные источники дают противоречивые сведения; подробнее см. Будда Шакьямуни § Достоверность хронологических данных
2. ↑  Видимо, не просто бхикшу, а старших монахов - тхеро
3. ↑  В то время на месте Бирмы (современной Мьянмы) существовало бирманское Паганское царство
4. ↑  Наверно, имеется в виду не Храм Зуба Будды в Канди, построенный в 1595 году, а храм в Полоннаруве XI—XII века, где тот же самый зуб Сиддхартхи Гаутамы Шакьямуни Будды находился ранее.
5. ↑  англ. recent research has shown this to be quite inaccurate.[55]
6. ↑  англ. the earliest record we have of Buddhist scriptures being committed to writing anywhere[115]
7. ↑  англ. Department of Buddhist Affairs